# Território do Sudoeste

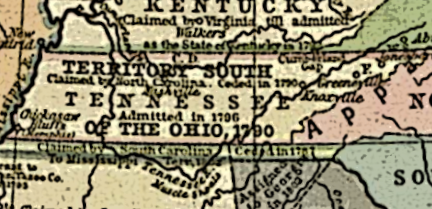
Mapa do Território do Sudoeste.

O Território do Sudoeste ou mais especificamente Território ao Sul do Rio Ohio, foi um território organizado incorporado dos Estados Unidos que existiu de 26 de maio de 1790 até 1º de junho de 1796, quando foi admitido nos Estados Unidos como o Estado do Tennessee. 
O Território do Sudoeste foi criado pela lei conhecida como "Southwest Ordinance" a partir das terras do Distrito de Washington que foram cedidas ao governo federal dos EUA pela Carolina do Norte. O único governador do território foi William Blount.

## Antecedentes
Em setembro de 1780, um grande grupo de colonos transapalaches, liderados por William Campbell, John Sevier e Isaac Shelby, reuniu-se em Sycamore Shoals em resposta a uma ameaça britânica de atacar assentamentos fronteiriços. Conhecidos como os "Overmountain Men", os colonos marcharam pelas montanhas até a Carolina do Sul, onde se enfrentaram e derrotaram uma força lealista liderada por Patrick Ferguson na Batalha de Kings Mountain. Os "Overmountain Men" também participariam da Batalha de Musgrove Mill e da Batalha de Cowpens.